# Hell Is in Your Head
Hell Is in Your Head è l'ottavo album in studio del gruppo musicale statunitense Senses Fail, pubblicato nel 2022.

## Tracce
1. Burial of the Dead – 3:19
2. End of the World/A Game of Chess (featuring SeeYouSpaceCowboy) – 3:57
3. The Fire Sermon – 3:26
4. I Am Error – 3:52
5. Death by Water (featuring Spencer Charnas) – 3:50
6. What the Thunder Said – 4:27
7. Miles to Go – 3:11
8. Lush Rimbaugh – 3:13
9. Hell Is in Your Head – 3:03
10. I'm Sorry I'm Leaving – 3:12
11. Grow Away from Me – 6:13